# Chemin de fer de l'Outaouais
Le Chemin de fer de l'Outaouais, (CCFO) ou (CFO) est un chemin de fer qui relie la ville de Gatineau à Wakefield, Québec.
La Compagnie de chemin de fer de l'Outaouais (CCFO), est géré par les trois villes de Gatineau, Chelsea et La Pêche.